# Berta Abellán i Marsiñach
Berta Abellán i Marsiñach   (Terrassa, 17 d'octubre de 1999) és una pilot de trial catalana. Ha estat sis vegades subcampiona del món femenina, una vegada campiona d'Europa femenina (2018) i cinc vegades campiona d'Espanya femenina entre el 2016 i el 2021. A banda, integrant l'equip estatal ha guanyat el Trial de les Nacions en categoria femenina els anys 2017, 2019, 2021 i 2022.

## Trajectòria esportiva
Berta Abellán va començar a practicar amb motocicleta a l'edat de 4 anys, quan el seu pare li va regalar una Mecatecno. Al llarg de la seva carrera ha format part de la School of Champions de Gas Gas, de la Sherco Academy, de l'equip Beta Stihl (format exclusivament per noies) i de l'equip oficial de Vertigo. Estudiant i esportista del Centre d'Alt Rendiment de Sant Cugat, va debutar al mundial de trial femení (TrialGP Women) a 14 anys i ben aviat va començar a progressar-hi. Des dels 19 anys ha aconseguit acabar el campionat en segona o tercera posició de forma ininterrompuda.
Des del 2022 competeix al Campionat d'Espanya de trial en la categoria TR3 masculina com a pilot oficial de Scorpa. A les edicions del 2024 i 2025 va guanyar el Women's Trophy al Trial Indoor de Barcelona.

## Palmarès
Font:
A 1 de gener de 2025
| Any          | Motocicleta  | C. del Món femení | C. d'Europa femení | TDN femení | C. d'Esp. femení |
| ------------ | ------------ | ----------------- | ------------------ | ---------- | ---------------- |
| 2013         | Gas Gas      | -                 | -                  | -          | 5a               |
| 2014         | Sherco       | 11a               | -                  | -          | 4a               |
| 2015         | Sherco       | 7a                | -                  | 3a         | 4a               |
| 2016         | Beta         | 4a                | -                  | 2a         | 1a               |
| 2017         | Beta         | 4a                | -                  | 1a         | 1a               |
| 2018         | Vertigo      | 2a                | 1a                 | 2a         | 1a               |
| 2019         | Vertigo      | 2a                | -                  | 1a         | 2a               |
| 2020         | Vertigo      | 2a                | -                  | -          | 1a               |
| 2021         | Vertigo      | 3a                | -                  | 1a         | 1a               |
| 2022         | Scorpa       | 2a                | -                  | 1a         | -                |
| 2023         | Scorpa       | 2a                | -                  | 2a         | -                |
| 2024         | Scorpa       | 2a                | -                  | 3a         | -                |
| Total títols | Total títols | 0                 | 1                  | 4          | 5                |

Notes
1. ↑   La classificació consignada a TDN fa referència a la posició final obtinguda per l'equip estatal
2. ↑   Al total de títols s'hi compten tots els campionats internacionals guanyats, incloent-hi el TDN